# Zoran Simović
Zoran Simović (Mojkovac, SFRJ, 2. studenog 1954.) bivši je crnogorski nogometni vratar.
Proslavio se po obranama jedanaesteraca, te čestim (nekad i nepotrebnim) istrčavanjima s gol linije.

## Igračka karijera
Krenuo je s nogometom kao 13-godišnjak na poziciji napadača. Međutim, nije bio neki trkač te su ga zamolili da stane na gol. Od tada je više preferirao stajati među vratnicama nego u "igri". Profesionalnu igračku karijeru započeo je u Napretku iz Kruševca, odakle je 1980. godine prešao u redove splitskog Hajduka. Proslavio se na utakmici 1. kola Kupa UEFA protiv lanjskog sudionika poluzavršnice, rumunjske "Universitatee" iz Craiove, kada je Hajduk, ponajviše zahvaljujući njegovim sjajnim obranama jedanaesteraca, prošao u idući krug. Odlične igre u "bilom" dresu dovele su ga i do nastupa za Jugoslaviju, za koju je odigrao 10 susreta, uključujući i legendarni susret kvalifikacija za EP 1984. protiv Bugarske na "njegovom" Poljudu. Jugoslavija se plasirala na završni turnir u Francuskoj.
Na tom prvenstvu je Simović u prvoj utakmici imao par pogrešaka, koje su ga stajale reprezentativnog statusa. U idućoj utakmici nije branio on, nego "Zvezdin" vratar Ivković, a nakon loše igre istog u teškom porazu od Danske s 0:5, Simović se vraća u idućoj utakmici, koju Jugoslavija gubi od domaćina s 2:3, nakon čega više nikad nije zaigrao za reprezentaciju.
Poslije tog prvenstva, potpisao je ugovor s najboljim turskim klubom Galatasarayem, na inzistiranje tadašnjeg trenera ekipe, Nijemca Juppa Derwalla. Isprva nije mogao odoliti gradskom noćnom životu te je brzo dospio na klupu. Smirio se kad mu je u grad došla obitelj. Za carigradsku momčad je igrao sve do 1990. godine, kada je objavio da se povlači iz nogometa. U jednoj anketi svrstan je na 12. mjesto popisa najboljih inozemnih igrača turskog nogometa svih vremena. Isto tako, prvi je golman (i jedini do Pletikose nekoliko godina poslije) koji je u anketi Večernjeg lista proglašen nogometašem godine.
Statistika u Hajduku
| Natjecanje        | Nastupi | Zgodici |
| ----------------- | ------- | ------- |
| Prvenstvo         | 83      | 0       |
| Kup               | 10      | 0       |
| Superkup          | 0       | 0       |
| Međunarodne       | 12      | 0       |
| Splitski podsavez | 0       | 0       |
| Ukupno            | 105     | 0       |
| Prijateljske      | 52      | 0       |
| Sveukupno         | 157     | 0       |